# Spletno testiranje
Spletno testiranje je ime, ki je namenjeno preskušanju programske opreme in se osredotoča na spletne aplikacije . Popolno preizkušanje spletnega sistema pred zagonom lahko pomaga pri odpravljanju težav, preden je sistem razkrit javnosti. Težave lahko vključujejo varnost spletne aplikacije, osnovno funkcionalnost spletnega mesta, dostopnost invalidnim in popolnoma sposobnim uporabnikom, sposobnost prilagajanja množici namiznih računalnikov, naprav in operacijskih sistemov ter pripravljenost na pričakovani promet ter število uporabnikov in sposobnost preživeti velik porast uporabniškega prometa, kar je povezano s preskušanjem obremenitve .
Merila za preizkušanje spletne strani in uporabnosti so razdeljena na štiri skoraj enake oddelke, (I) Dostopnost, (II) Identiteta, (III) Navigacija in (IV) Vsebina. Vsakemu delu dodelimo tri osnovne ocene: zeleni ček pomeni dobro / uspešno, rdeč ček pomeni, da potrebuje delo, vendar ni nič nujnega in nazadnje rdeč x pomeni, da testiranje spletne strani ni uspelo in je spletno mesto v slabem stanju. Vse točke niso nujno veljavne za vsa spletna mesta. 

1.     Čas nalaganja spletnega mesta je razumen: v primeru, da spletno mesto potrebuje veliko časa za nalaganje, ga bo večina ljudi preprosto zapustila, saj je mera potrpežljivosti med ljudmi danes čedalje manjša.
2.     Ustrezen kontrast besedila na ozadju: kontrast med besedilom in ozadjem spletnega mesta mora biti velik. Tako lahko ljudje zlahka berejo besedilo na spletnem mestu. 
3.     Velikost pisave in razmik: slaba berljivost spletnega mesta povečuje frustracije ljudi, kar bi lahko privedlo do opustitve spletnega mesta. Zato pri oblikovanju spletnega mesta poskrbimo za ustrezno pisavo in razmik.
4.     Zmerna uporaba spletnih vtičev: ne glede na to, kako dobro je spletno mesto videti, ne bo nihče dolgo čakal, da se vtič naloži. Pri uporabi vtičev moramo biti pozorni na uporabo najnovejših tehnologij. 
5.     Slike imajo ustrezne oznake ALT: ta del je še posebej pomemben, če se slike uporabljajo v ključnih vsebinah, na primer elementih menija. Iskalniki potrebujejo oznake ALT za razumevanje slik pri skeniranju spletnih strani, omogočanju obiskovanja spletnega mesta tudi slabovidnim obiskovalcem in optimiziranem iskanju po spletu. 
6.     Spletna stran ima prilagojeno stran v primeru, da ni dejavna: v primeru, da določena stran na spletnem mestu trenutno ne obstaja, se pokaže bela stran z napisom „404 ni mogoče najti“, ki bo najverjetneje povzročila izgubo stranke. Skrbnik spletne strani lahko uredi prilagojeno stran in tako obiskovalcu sporoči, zakaj spletno mesto trenutno ni na voljo.
Drugi del: Identiteta
Drugi del analizira, kako spletna stran obiskovalcu, ki prvič obišče spletno mesto, predstavi svoj namen.  V primeru podjetja to pomeni, da mora obiskovalec v prvih petih sekundah razumeti, kaj podjetje počne. 
1. Logotip podjetja je na vidnem mestu: logotip ali blagovno znamko je treba postaviti na mesto, kjer ju je enostavno najti, kar običajno pomeni zgornji levi kot zaslona. 

2. Slogan jasno razloži namen podjetja: izogibati se je treba marketinškemu žargonu in jasno sporočiti, s čim se podjetje ukvarja. 

3. Domača stran je prebavljiva v 5 sekundah - ljudje si osnovno idejo o domači strani običajno ustvarijo v samo nekaj sekundah, običajno je uporabnost omenjena na 5 sekund.

4. Jasna pot do informacij o podjetju: zavihek „o nas” predstavi osnovne informacije o podjetju in pripomore k verodostojnosti.

5. Jasna pot do kontaktnih podatkov: kontaktni podatki naj bodo navedeni kot besedilo, ne pa kot slika, saj jih tako spletni iskalniki rangirajo višje, stranke pa jih lažje zaznajo.
Tretji  del : Navigacija
```
Ko ljudje na splošno vedo, kdo ste in kaj počnete, potrebujejo jasne poti do vsebine, ki jih zanima.
```

1.     Glavno navigacijo je enostavno prepoznati - glavno navigacijo naj bo enostavno najti, prebrati in uporabiti. Če sta navigacijski območji dve ali več, mora biti jasno, da sta različni.
2.     Navigacijske oznake so jasne in jedrnate - glavna navigacija mora biti kratka, natančna in jasna za stranke.
3.     Število gumbov / povezav je razumno - Psihologi trdijo, da je število podatkov, ki jih lahko obdelamo omejeno in če imate več kot 7 elementov v meniju, dvakrat premislite, ali jih potrebujete.
4.     Logotip podjetja je povezan z domačo stranjo – kupcem je dejansko všeč in pričakujejo, da bodo ob kliku na logotip preusmerjeni na domačo stran podjetja v nasprotnem primeru jih to lahko zmede.
5.     Povezave so dosledne in jih je enostavno prepoznati - Povezave morajo izstopati, zato morajo biti modre ali podčrtane.
Iskanje po spletnem mestu je enostavno dostopno - Smernice za uporabnost najraje postavijo iskalno vrstico v zgornji desni kot spletnega mesta, da ga je mogoče enostavno najti.
Četrti del : Vsebina
```
Vsebina mora biti
dosledna, organizirana in enostavno sledljiva.
```

1.    Glavni naslovi so jasni in opisni - manjše in glavne naslove je treba uporabljati, da se vsebina loči in organizira. Naslovi morajo biti jasni, za prednosti SEO pa je treba uporabljati oznake naslovov (<H1>, <H2> itd.).
2.    Kritično Vsebina je na vrhu strani - Vsebina lahko pade pod mejo vidnega polja, ampak vse kar je bistvenega pomena za razumevanje, kdo ste in kaj počnete (predvsem na domače strani) se morajo prilagoditi tako, da se vidi na prvem zaslonu. Povprečna ločljivost zaslona danes znaša približno 1024 x 768, odvisno od občinstva.
3.     Slogi in barve so skladni - Postavitev, naslovi in slogi morajo biti skladni po celotnem spletnem mestu, barve pa morajo imeti običajno enak pomen. Izogibati se je treba na primer rdečim naslovom na eni strani, rdečim povezavam na drugi strani in rdečemu besedilu nekje drugje, da kupce ne zmedemo.
4.     Poudarki (krepko itd.) Se uporabljajo zmerno - to je del spoznanja o ljudeh, če boste poskušali obrniti pozornost na vse, boste dejansko odvrnili pozornost od vsega. Na primer: znaki in besedila z rdečo, utripajoče, podčrtano NOVO! " tega se je treba izogibati.
5.     Oglasi in pojavna okna morajo biti nevsiljivi - oglasi so dandanes del skoraj vsakega spletnega mesta, vendar jih je treba dobro vključiti v spletno mesto. Ljudje se lahko zmedejo in ne ločijo med vsebino spletne strani in oglasi, če je meja med vsebino in oglasi zamegljena.
6.    Glavna kopija je kratka in obrazložitvena - Vsebina spletne strani mora biti kratka, konkretna in opisna
7.     URL-ji so smiselni in uporabniku prijazni - pomembni URL-ji, ki temeljijo na ključnih besedah, so dobri tako za obiskovalce kot za iskalnike.
8.    Naslovi strani HTML so pojasnjevalni - naslovi strani (v oznaki <TITLE>) morajo biti edinstveni, opisni in ne smejo biti polni s ključnih besed. Naslovi strani so prva stvar, ki jo vidijo obiskovalci iskalnika in če ti naslovi ne pritegnejo njihove pozornosti, ker nimajo smisla, bodo kupci verjetno prešli na naslednji rezultat.
Orodje za delovanje spletnih aplikacij (WAPT) se uporablja za preizkušanje spletnih aplikacij in spletnih povezanih vmesnikov. Ta orodja se uporabljajo za testiranje zmogljivosti, obremenitve in obremenitve spletnih aplikacij, spletnih mest, spletnega API-ja, spletnih strežnikov in drugih spletnih vmesnikov. WAPT ponavadi simulira navidezne uporabnike, ki bodo ponovili bodisi posnete URL-je ali določene URL-je in uporabnikom omogoča, da določijo, kolikokrat bodo morali navidezni uporabniki ponoviti zabeležene URL-je. S tem je orodje koristno za preverjanje ozkih grl in uhajanja zmogljivosti na spletnem mestu ali spletni aplikaciji, ki se preskuša.
WAPT se med testiranjem sooča z različnimi izzivi in bi moral biti sposoben izvajati teste za:
- Združljivost brskalnika
- Združljivost z operacijskim sistemom
- Združljivost aplikacij Windows, kjer je to potrebno

WAPT uporabniku omogoča, da določi, kako so navidezni uporabniki vključeni v preskusno okolje. Povečanje uporabniške obremenitve se korak za korakom imenuje RAMP, kjer se navidezni uporabniki povečajo od 0 do stotine. Stalno obremenitev uporabnika ves čas ohranja določeno obremenitev uporabnika. Periodična obremenitev uporabnika se navadno občasno poveča in zmanjša.

## Testiranje spletne varnosti
Spletno testiranje je ime, ki je namenjeno preskušanju programske opreme in se osredotoča na spletne aplikacije. Popolno testiranje spletnega sistema pred zagonom lahko pomaga pri odpravljanju težav, preden sistem sistem razkrije javnosti. Težave lahko vključujejo varnost spletne aplikacije, osnovno funkcionalnost spletnega mesta, dostopnost hendikepiranim in popolnoma sposobnim uporabnikom, sposobnost prilagajanja množici namiznih računalnikov, naprav in operacijskih sistemov ter pripravljenost na pričakovani promet ter število uporabnikov in sposobnost preživeti velik porast uporabniškega prometa, kar je povezano s preskušanjem obremenitve. 

## Poglej tudi
- Seznam orodij za spletno testiranje
- Testiranje delovanja programske opreme
- Testiranje programske opreme
- Primerjalna analiza spletnih strežnikov